# 聖格奧爾基
聖格奧爾基是位於羅馬尼亞中部的一個城市。屬外西凡尼亞地區。匈牙利人是聖格奧爾基的多數族群，占當地總人口的75%。聖格奧爾基是科瓦斯納縣的首府所在地。